# Volvo 164
De Volvo 164 is een luxe auto, gebaseerd op de 140-serie van Volvo. Het model was voorzien van een chique front en een 3 liter-zescilindermotor (later met injectie) en vaak van lederen bekleding, een schuifdak en stuurbekrachtiging. De 164 werd verkocht van 1969 tot en met 1975, en opgevolgd door de 260-serie.

## Geschiedenis
De 164 is ontworpen door Jan Wilsgaard, gebaseerd op de conceptauto P358 die in de jaren 1950 was gepresenteerd. De P358 had een V8-motor met grote cilinderinhoud. Omdat in de jaren 1950 de vraag naar een dergelijke auto niet groot genoeg was, is deze niet in productie genomen.
In 1968 zag de 164 het daglicht, in een gewijzigde vorm ten opzichte van de P358. De motor heeft twee cilinders minder en de carrosserie is iets veranderd. De 164 heeft een duidelijke gelijkenis met de 140-serie. Het grootste verschil zit in de neus en de motor.

## Veranderingen door de jaren heen
1969: Het eerste jaar dat de Volvo 164 geproduceerd werd. De basis voor het ontwerp was de 144, maar dan met een luxueuzer front. Een ander front was ook nodig om de zescilinder B30A-motor in te kunnen passen. De transmissie is ten opzichte van de 144 versterkt en het interieur had een exclusievere uitstraling. In 1969 zijn er 12.199 exemplaren gebouwd.
1970: Voor dit modeljaar zijn niet veel dingen veranderd. De mistlampen werden voor de meeste landen standaard. Qua veiligheid ging de 164 vooruit door hoofdsteunen en vernieuwde gordels bij de voorstoelen. Ook de luxe ging vooruit door een leren interieur en getint glas. In 1970 zijn er 20.200 exemplaren gebouwd.
1971: In 1971 is er weinig veranderd. Alleen nieuwe velgen en de stuurbekrachtiging is voortaan standaard. In 1971 zijn er 20.390 auto's gebouwd.
1972: Een nieuwe motor werd gebruikt, de B30E/F met als optie elektronische injectie. Indien er voor een automaat gekozen is, zit de pook voortaan op de bodem. Alle uitvoeringen kregen geventileerde schijfremmen voor, een nieuwe middenconsole en een nieuw stuur. De deurklinken zijn voortaan verzonken in de deuren. In 1972 zijn er 21.660 164's gebouwd.
1973: In dit jaar zijn de grootste veranderingen gekomen. Het front is flink veranderd, de grille is vernieuwd en de bumper is nu recht. De achterlichten zijn een stuk groter geworden en het volledige dashboard is vernieuwd. Wederom is het stuur vernieuwd en de blowerinstallatie heeft voortaan 10 uitgangen en is voorbereid op airconditioning. Qua veiligheid gaat hij er ook op vooruit met rondom in de deuren extra beschermingsbalken. In 1973 zijn er 28.500 auto's gebouwd.
1974: Modeljaar '74 heeft vooral veranderingen gezien in veiligheid. Dikkere en sterkere bumpers, nieuwe sterkere deuren met verbeterde afdichtingen en grotere spiegels. De benzinetank is iets naar voren verplaatst, zodat deze beter intact blijft bij een aanrijding van achter en er zijn extra kreukelzones aangebracht aan de voor- en achterzijde. Als er in aan de achterkant van de auto nu een lampje kapotgaat wordt dit gemeld op het dashboard en vanaf nu hebben de voorstoelen elektrische verwarming. In 1974 zijn er 29.617 exemplaren gebouwd.
1975: In het laatste productiejaar van de 164 is de overgang naar de 200-serie al te zien. Vele onderdelen komen al overeen met de vroege 200-serie. De vering achter is verbeterd en de handrem zit nu tussen de voorstoelen. De voorstoelen en de achterbank zijn gewijzigd en elektrisch bedienbare ramen voor zijn nu leverbaar. De antenne is in de voorruit ingebouwd en de velgen zijn licht veranderd. In 1975 zijn er 20.613 164's gebouwd.

## Galerij

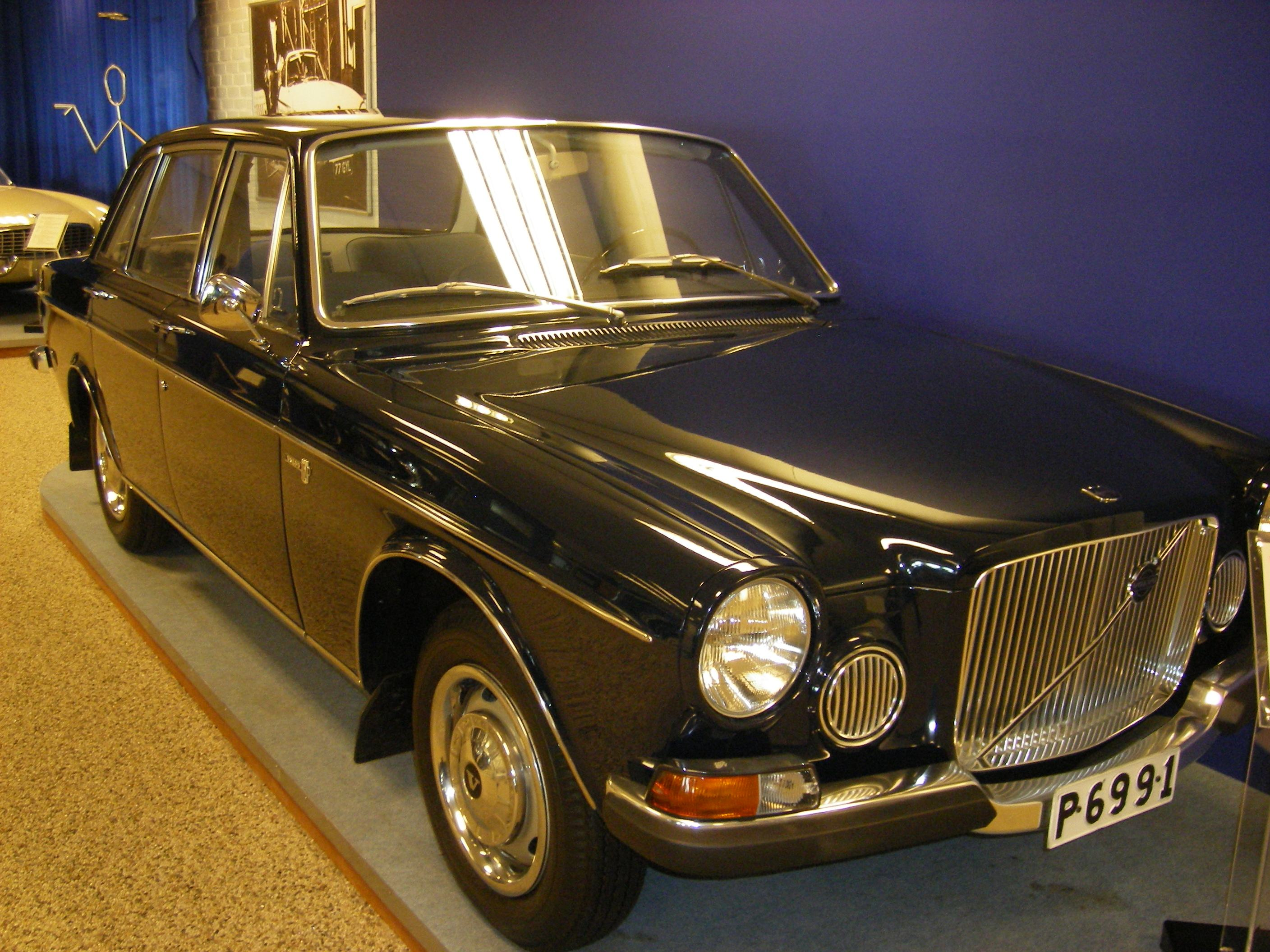
Volvo 164 (1969) in Volvo-museum, Göteborg
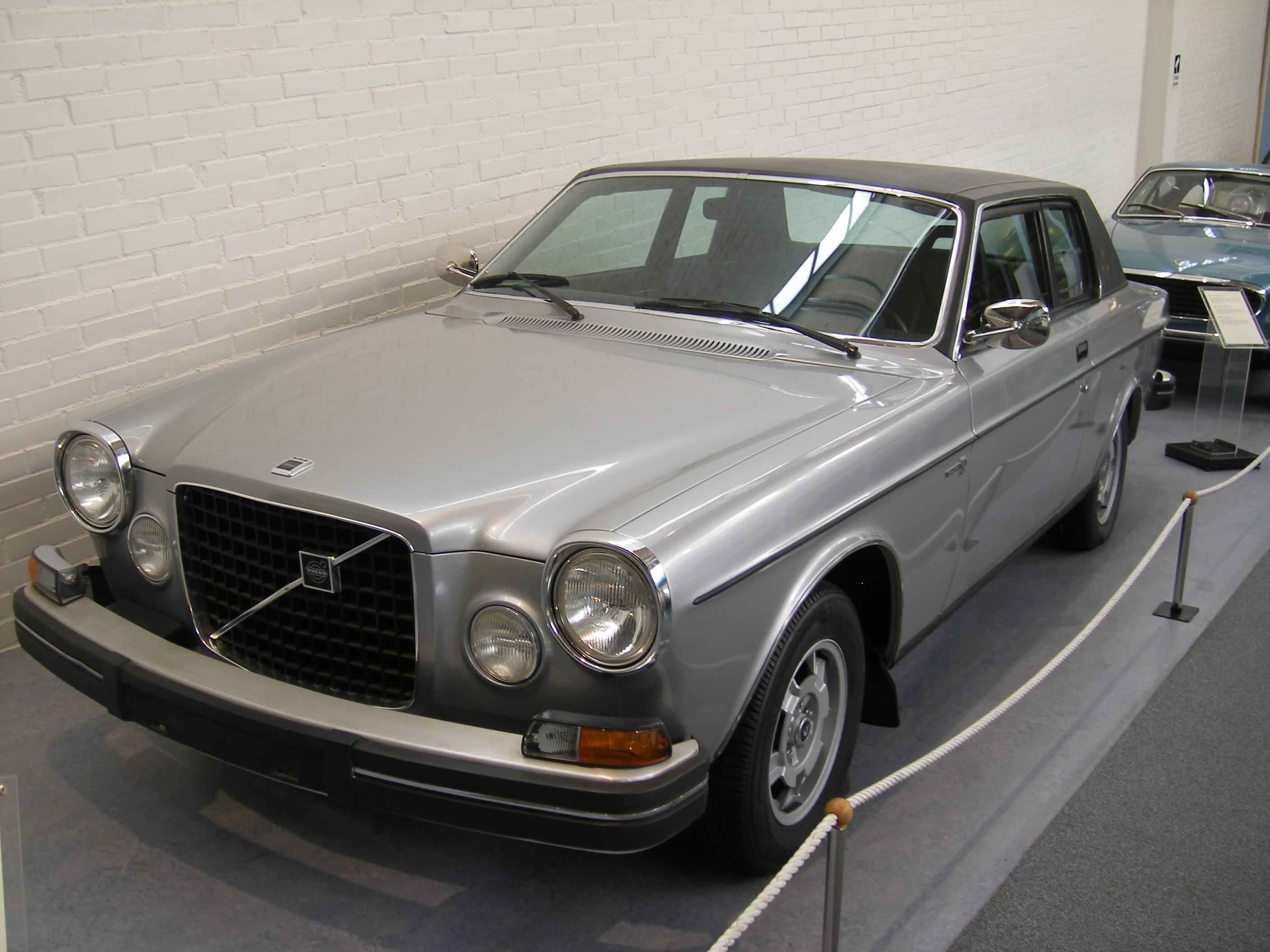
Prototype voor een coupé op basis van de 164
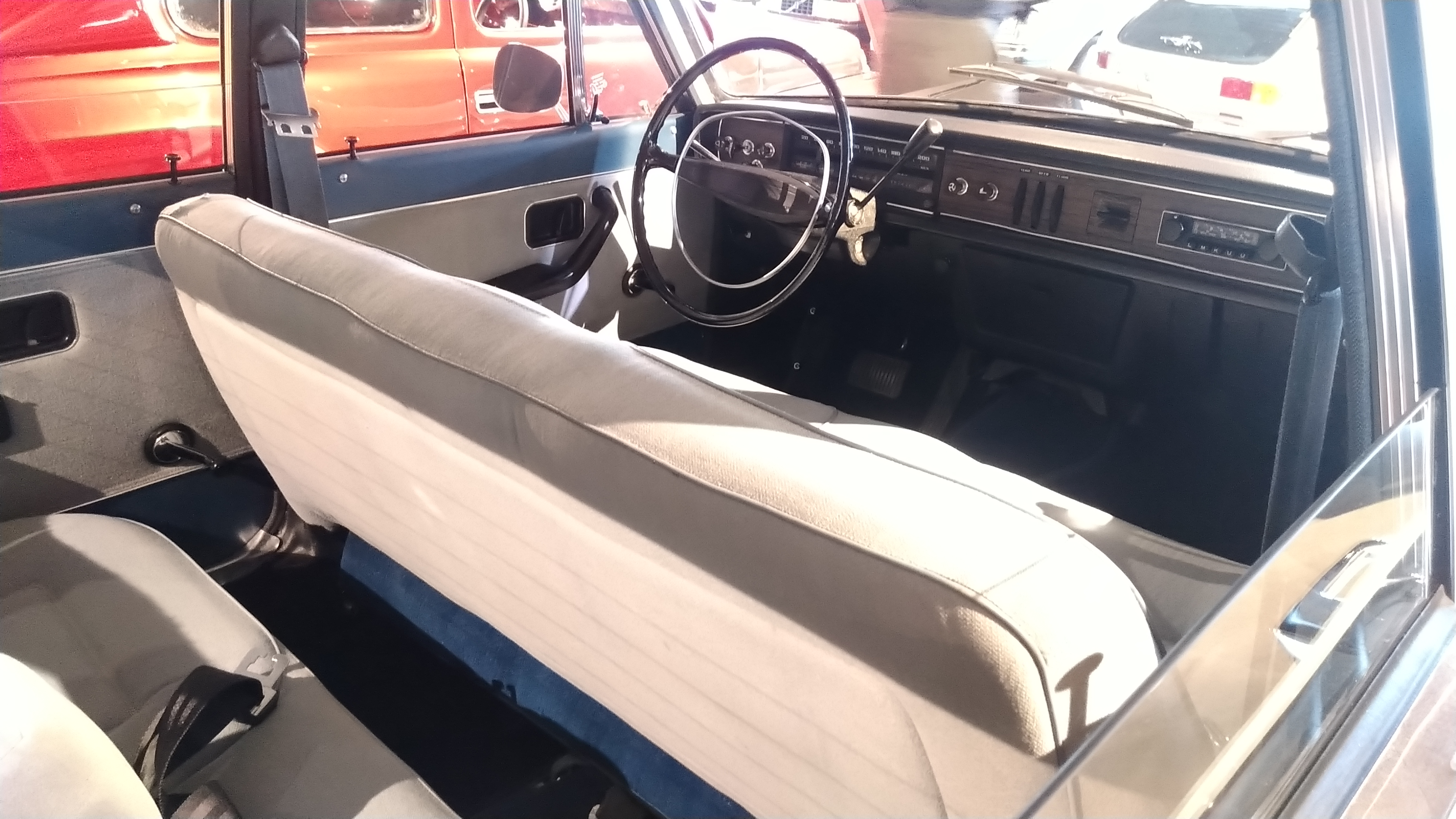
Volvo 164

## Motoren
De 164 is voorzien van een zescilinder lijnmotor. Dit is de eerste zescilinder die door Volvo is ontwikkeld sinds de Tweede Wereldoorlog.
Van 1969 tot 1971 zijn de auto’s voorzien van een B30A motor. Deze heeft Zenith Stromberg-carburateurs. Vanaf 1972 kwam de elektronische injectie van Bosch. Hierdoor ging het vermogen omhoog naar 160 pk.

## Versnellingsbak
De versnellingsbakken welke voor de 164 zijn gebruikt zijn versterkte versies van de 140-serie. Er was keuze uit een handgeschakelde 4-bak (M400), een handgeschakelde 4-bak met overdrive (M410) en een automaat met 3 versnellingen (BW35).

## Chassis en carrosserie
De 164 heeft een zelfdragend chassis en is alleen in 4 deur sedan uitgevoerd. De Amerikaanse markt vroeg wel naar een zescilinder-stationwagon, maar deze heeft Volvo nooit ontwikkeld in de 160-serie. De enkele 165’s die er rond rijden zijn vermoedelijk creaties van een paar enthousiaste klussers.
Huidige modellen:
EC40 · 
EX30 · 
S60-V60 · 
S90-V90 · 
XC40 · 
XC60 · 
XC90 · 
EX90
Modellen geïntroduceerd na 1965:
100-serie · 
164 · 
200-serie · 
262C · 
66 ·
300-serie · 
400-serie ·
480 ·
700-serie · 
850 · 
900-serie · 
C30 · 
C70 · 
S40 · 
S70 · 
S80 · 
V40 ·
V40 Classic ·
V50 · 
V70-XC70
Modellen geïntroduceerd voor 1965:
ÖV4 · 
PV4 · 
PV650-serie ·
TR670-serie ·
PV36 ·
PV800-serie ·
PV50-serie · 
PV444 ·
PV60 ·
Duett ·
P1900 ·
Amazon · 
PV544 ·
P1800
Conceptauto's:
Philip ·
VESC ·
ECC ·
YCC ·
ReCharge ·
Concept You